# Jean Antoine Verdier
Jean Antoine Verdier (Toulouse, Haute-Garonne, Francia 2 de mayo de 1767 – Mâcon, Francia 1839) fue un General francés durante las Guerras Revolucionarias y napoleónicas.

## Servicio
Nacido en Toulouse, se alistó en el Regimiento de la Fère el 18 de febrero de 1785. Estuvo de ayudante de campo de Augereau en 1792 con el ejército de los Pirineos Orientales.

### España
En 1793, durante la guerra con España, Verdier, con solo un batallón de tiradores, capturó un reducto fuera Figueres defendida por 4.000 soldados españoles y 80 cañones, ganando la promoción del capitán de ayudante general. Fue ascendido a general de brigada en 1795, y al año siguiente en Italia, a la cabeza de tres batallones de Granaderos, capturó la fortaleza de Medolano. Lo ascendieron a General de Brigada en el campo de batalla de Castiglione, fue herido en Arcole y luchó hasta el final de la guerra de la Primera Coalición.

### Egipto
En Egipto, mandó una brigada de la división de Kléber en la batalla de las pirámides. En el asedio de Acre, fue herido por un golpe de bayoneta. El 1 de noviembre de 1799, con solo 1.000 hombres, atacó 8.000 jenízaros que habían acampado cerca deDamietta. Él mató a 2.000, tomó 800 prisioneros, y capturó 10 armas de fuego y 32 estándares. Kléber le entregó el sable de honor y lo ascendió a general de división.

### Europa
Después de regresar a Francia, Verdier fue empleado bajo las órdenes de Murat durante un tiempo en la República Cisalpina, y luego puesto a cargo de las tropas de Etruria. A medida que las campañas se puso en marcha en 1805, Verdier tomó el mando de una división del Ejército de Italia al mando del Mariscal Masséna. Durante esta campaña fue herido en el cruce del Sur, y luego se convirtió en comandante en Livorno. En febrero de 1806, Verdier fue transferido al Ejército de Nápoles, donde tomó el mando de una división del cuerpo de Jean Reynier. Llevó a esta división en los combates en el Morano Cálabro, y en julio evacuó Cosenza.
En Marcha 1807, Verdier dejó Italia para unir Grande Armée, y en mayo tomó el mando de la 2.ª División del Cuerpo de Reserva bajo Lannes. Después de participar en Heilsberg y Friedland,  Fue premiado con dos honores: La nobleza del Primer Imperio Francés y Orden de la Corona de Hierro.
España fue la siguiente campaña de Verdier y en marzo de 1808 tomó el mando de la 2.ª División de Infantería de Bessières. Después de tomar Logroño en junio, que fue elegido para reemplazar Savary como comandante de Aragón y Navarra. Al asumir el cargo del sitio de Zaragoza, Verdier fue herido y luego levantó el sitio. En noviembre que iba a unirse al cuerpo de Soult, pero en su lugar se dirigió al mando de la provincia de Bilbao. Sustitución de Reille como comandante de una división alemana, Verdier sitió Gerona en marzo de 1809, y en diciembre aceptó la rendición de la ciudad. El mes antes de regresar a Francia en abril de 1810, Verdier se distinguió en los combates alrededor de Arenys de Mar.
Para los próximos años, Verdier mandó una división en un cuerpo de observación, que más tarde se convirtió II Cuerpo de Nicolas Charles Oudinot para la campaña de Rusia. En Rusia, luchó en Jaboukowo, Khastitzi, Polotsk, y Swolna, y luego en la segunda batalla de Polotsk fue gravemente herido. Debido a sus terribles heridas, fue enviado de regreso a Francia y evitar los horrores del retiro.
Para mayo de 1813 Verdier fue lo suficientemente apto para el servicio y tomó el mando de la 4.ª División de Infantería del Cuerpo de Observación en el Sur. Aquel mes de septiembre tomó el mando de un cuerpo bajo el príncipe Eugene consiste en Rouyer de divisiones y de Gratien en el Ejército de Italia, y luego fue puesto bajo el mando de Grenier. Fue herido por un disparo en noviembre, pero no fue lo suficientemente fuerte para ponerlo fuera de combate. En 1814 tomó el mando de un cuerpo formado por las divisiones comandadas por Quesnel, Fressinet, y Palombini. En febrero combatió en la batalla de la Mincio y al Borghetto, a continuación, en junio volvió a Francia, solo para ser puesto en reserva. Sin embargo, fue recompensado con una gran cruz de la Legión de Honor en enero de 1815.
Para los Cien Días, Verdier ordenó la división de infantería 17 de cuerpo IX de Brune, y se hizo par de Francia. También ordenó el 8.º Distrito Militar (Marsella). Después de la batalla de Waterloo, impidió que Tolón fuese saqueada. Poco después de la abdicación de Napoleón, se retiró.

## Honores
Tras la primera restauración del rey Luis XVIII, Verdier fue retirado, pero fue galardonado con la Orden de San Luis. El 17 de enero de 1815, fue condecorado con la Gran Cruz de la Legión de Honor. Ya había sido nombrado comandante de la Corona de Hierro por Napoleón.
La ordenanza de 1 de agosto de 1817 lo obligó a retirarse una vez más. A pesar de que se reactivó brevemente en las reservas en 1830, pronto se retiró para siempre.[cita requerida]
Mientras estuvo en el servicio activo, la mujer de Verdier fue ampliamente admirada por acompañar a su marido en el campo.[cita requerida]